# Oxytropis tudanensis
Oxytropis tudanensis là một loài thực vật có hoa trong họ Đậu. Loài này được X.Y. Zhu, H. Ohashi & S.F. Li miêu tả khoa học đầu tiên năm 1999.